# Polistes peruvianus
Polistes peruvianus är en getingart som beskrevs av Joseph Charles Bequaert 1934.
Polistes peruvianus ingår i släktet pappersgetingar och familjen getingar. Inga underarter finns listade i Catalogue of Life.

## Bildgalleri

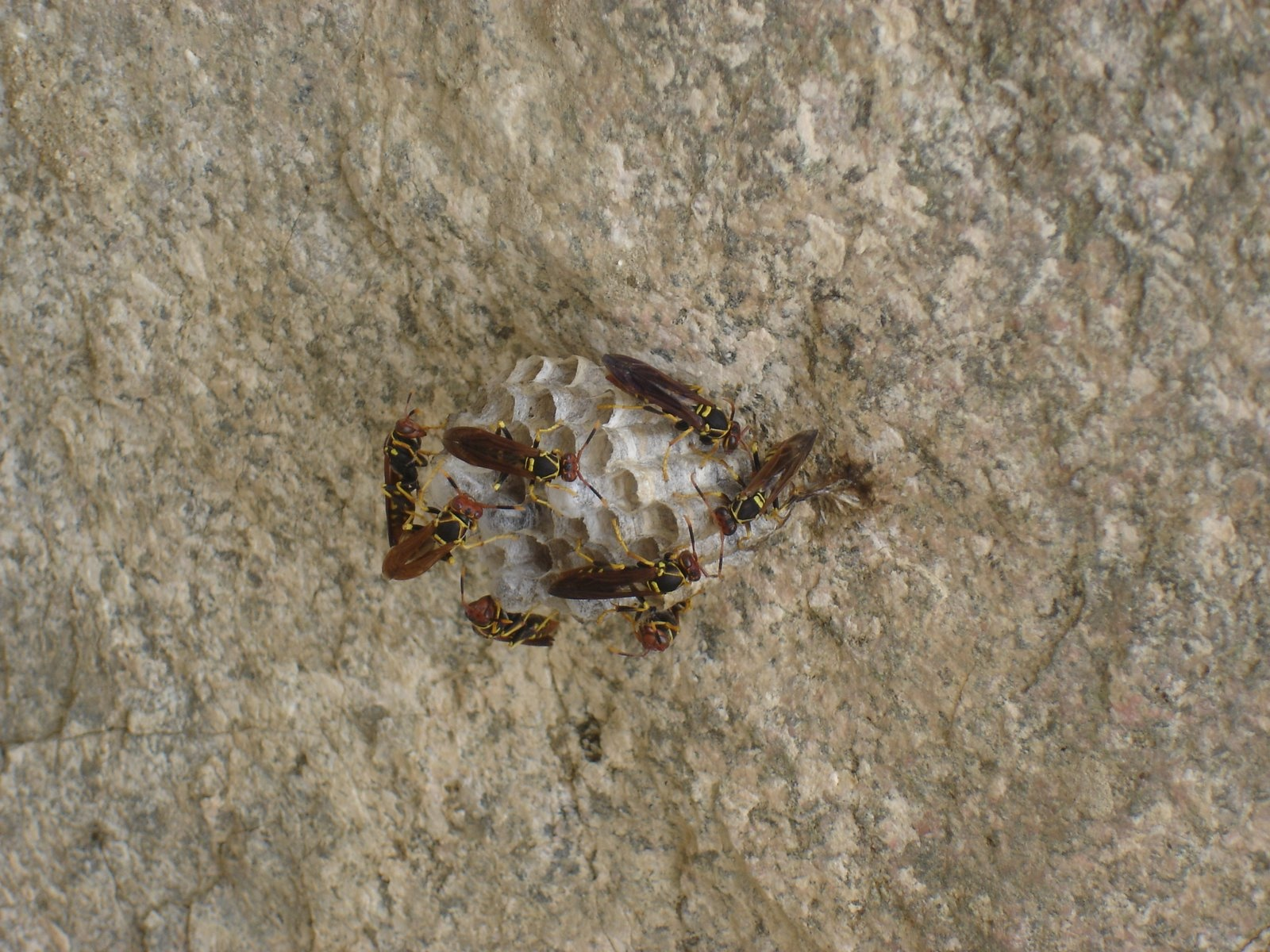